# 秘録おんな蔵
『秘録おんな蔵』（ひろくおんなぐら）は、1968年7月13日に公開された、吉原を舞台にした、時代劇である。製作会社は大映京都撮影所。監督は森一生、主演は安田道代。

## あらすじ
お夏の父が借金を残して死んだ。父親の借金を返すため、お夏は自らの意思で吉原に身売りをする。お夏の最初の客はとある老人であったが、その男が父親を陥れた男であり、敵対関係にあった両国屋の店主であることをお夏は知る。両国屋は役人と癒着して競合相手の店をいくつも取り潰していた。お夏がかつて自ら陥れて潰した店のあるじの娘であることを知らない両国屋は、お夏に心を許すようになり、お夏は両国屋が役人と癒着して不正を働いている証拠となる手紙を入手する。

## キャスト
- お夏 : 安田道代
- 直次郎：田村正和
- 誰袖太夫 : 長谷川待子
- 篠の井 : 浜田ゆう子
- 岡っ引長七 ：小松方正
- 根岸の隠居 ：菅井一郎
- 巳之吉 : 江守徹
- 女房お霜 : 毛利郁子
- お兼 : 矢吹寿子
- 琴糸[1] : 三木本賀代[5]
- 藤の尾[1] : 小林直美[5]
- 同心村垣 : 戸田皓久
- 仙太 : 金内喜久夫
- 楼主喜兵衛 : 水原浩一
- 遊客品さま : 南條新太郎
- 上州屋 : 花布辰男

## スタッフ
- 監督：森一生
- 脚本：浅井昭三郎
- 企画 : 財前定生
- 撮影：武田千吉郎
- 音楽：鏑木創
- 美術：西岡善信
- 編集：谷口登司夫
- 録音：奥村雅弘
- 照明：黒川俊二[5]

## 併映作品
- 『続やくざ坊主』: 池広一夫監督